# Stadio Nazionale (Lagos)
Lo Stadio Nazionale, (conosciuto anche come Stadio Surulere)  è un impianto multifunzionale sito nel quartiere Surulere, un'area a governo locale di Lagos in Nigeria, il cui uso prevalente è calcistico, anche se è in grado di ospitare incontri di rugby, atletica leggera e manifestazioni extrasportive. Il complesso comprende una piscina olimpionica, e un'arena coperta per basket, pallavolo, ping pong, pugilato e wrestling. Fino al 2004 è stato lo stadio casalingo della nazionale di calcio della Nigeria.

## Storia
Nato come Stadio Surulere, per via della posizione nella città di Surulere, è stato edificato nel 1972 per volere del presidente della Nigeria Yakubu Gowon per ospitare i Giochi Panafricani nel 1973.
Nel 1980 ha ospitato, insieme al Liberty Stadium di Ibadan, la Coppa delle nazioni africane 1980. Qui si sono disputati 9 incontri, una semifinale, la finale per il terzo posto e la finale del torneo. Durante la finale vinta dai Nigeria per 3-0 sull'Algeria si raggiunse il record di presenze con 85000 spettatori.
Nel 1989 lo stadio ha ospitato i Campionati africani di atletica leggera, hanno preso parte alla competizione 308 atleti provenienti da 27 paesi.
Dopo una ristrutturazione nel 1999,  la capienza è stata portata da 55000 a 45000 posti. Ha ospitato alcune partite tra cui la finale del Campionato mondiale di calcio Under-20.
Nel 2000 la Nigeria ha co-ospitato con il Ghana la Coppa delle nazioni africane. Nello stadio si sono giocate diverse partite tra cui la finale che ha visto il Camerun vincere ai rigori contro i padroni di casa.
L'ultima partita giocata dalle super aquile in questo stadio è stata la finale del torneo LG Cup il 30 aprile 2004. La partita è terminata con la sconfitta contro il Senegal u23. Da allora lo stadio vive in uno stato di abbandono, ed è stato occupato da bande locali. Il Governo nigeriano si è fatto carico di recuperare tutta la zona e nel 2022 ci sono lavori di ristrutturazione.

## Incontri di rilievo
| Arbitro: | Gebreyesus Tesfaye |

|                            |           |  |
| Odegbami 2’, 42’ Lawal 50’ | Marcatori |  |

| Arbitro: | Ángel Sánchez |

|                                    |           |  |
| Barkero 5’ Pablo 14’ 30’ Gabri 51’ | Marcatori |  |

| Arbitro: | Mourad Daami |

|                                  |                      |                            |
| Chukwu 45’ Okocha 47’            | Punti                | 26’ Eto'o 31’ Mboma        |
| Okocha Okpara Kanu Ikpeba Oliseh | Tiri di rigore 3 – 4 | Mboma Wome Geremi Foé Song |

| Lagos 30 aprile 2004 Finale LG Cup 2004       | Nigeria   | 0 – 1 referto | Senegal | Stadio nazionale |
| \| \| \| \| \| \| Marcatori \| Sankaré 25’ \| |           |               |         |                  |
|                                               |           |               |         |                  |
|                                               | Marcatori | Sankaré 25’   |         |                  |